# Vlagomjer
Vlagomjer ili higrometar je mjerni instrument za mjerenje apsolutne ili relativne vlažnosti (to jest udjela vodene pare) u nekoj kemijskoj tvari, najčešće u plinovima, a osobito u zraku. Zasniva se na različitim pojavama: 
- na higroskopskim svojstvima nekih tvari, na primjer životinjske opne ili ljudske kose, koja se u vlažnijem zraku izdužuje, a u sušem steže (higrometar s kosom);
- na apsorpciji vodene pare iz poznate količine plina; vlažnost se određuje vaganjem apsorbirane pare (apsolutno određivanje vlage ili apsolutna vlažnost);
- na kondenzaciji, odnosno određivanju rosišta; plin se ohlađuje dotle dok ne nastupi kondenzacija vodene pare, koja se spušta u obliku rose; temperatura kod koje se to događa (temperatura rosišta ili rosište) ovisi o vlažnosti plina (na primjer Danielov higrometar);
- na psihrometriji, to jest određivanju razlike u temperaturi dvaju termometara u struji okolnoga zraka, od kojih je jedan suhi a drugomu je posudica sa živom nakvašena vodom; razlika ovisi o relativnoj vlažnosti zraka (psihrometar);
- na promjeni električne provodnosti nekog elektrolita, na primjer litijeva klorida (na primjer elektrolitni higrometar).[1]

Pri temperaturama nižim od 0 °C, određivanje relativne vlage vlagomjerom daje točnije rezultate od psihrometra.

## Vrste vlagomjera ili higrometara

### Mehanički vlagomjer
Mehanički vlagomjer ima niti od higroskopne organske tvari (na primjer ljudsku kosu), koje se promjenom vlažnosti produljuju ili skraćuju, što se prenosi.

### Apsorpcijski vlagomjer
Apsorpcijski vlagomjer zasniva se na promjeni mase tijela od higroskopne tvari.

### Električni higrometar
Električni higrometar zasniva se na promjeni električnog otpora ili dielektričnosti tvari.

### Psihrometar
Psihrometar (grč. ψυχρός: hladan + μέτρον: mjera) je vrsta vlagomjera ili higrometra, mjernog instrumenta za mjerenje vlažnosti zraka. Sastoji se od dvaju jednakih, preciznih termometara; jednomu je posudica sa živom slobodna (suhi termometar), a drugomu je obvijena mokrom krpicom (mokri termometar). Kako se za isparavanje troši toplina, vrijednost temperature na mokrom termometru niža je od one na suhome, osim onda kada je zrak zasićen vodenom parom, pa su obje vrijednosti jednake. Što je zrak suši, to je razlika temperatura veća. Iz temperaturnih podataka obaju termometara te poznate vrijednosti tlaka zraka određuje se tlak vodene pare, a odatle i veličine koje određuju vlažnost zraka (relativna vlažnost, apsolutna vlažnost i drugo). Psihrometar se drži u termometrijskoj meteorološkoj kućici kako bi se zaštitio od izravna toplinskoga zračenja okoline. Budući da brzina isparavanja ovisi i o brzini strujanja zraka oko posudice termometra, stalna propisana brzina strujanja postiže se priključenim ventilatorom (aspirator).

## Higrometrija
Higrometrija je mjerenje apsolutne ili relativne vlažnosti (to jest udjela vodene pare) u nekoj tvari, najčešće u plinovima, a osobito u zraku. Primjenjuje se u meteorologiji, pri planiranju zagrijavanja, ventiliranja i klimatiziranja zatvorenih prostora i drugo. Higrometrijski mjerni instrumenti jesu higrometri.